# 敦賀氣比高等學校及附屬中學校
敦賀氣比高等學校及附屬中學校是位於日本福井縣敦賀市的私立完全中學。
校區位於敦賀市市區的西側，學校名稱中的「氣比」則是源自敦賀市內過去被尊為「北陸道總鎮守」的氣比神宮。
學校成立於1986年，其棒球部自1993年以來即多次在福井縣賽事中取得優勝，並多次參加全國高等學校棒球錦標賽和選拔高等學校棒球大會，曾在2015年取得第87屆選拔高等學校棒球大會之優勝。